# 3-Hidroksioktanoil-(acil-nosilac-protein) dehidrataza
3-Hidroksioktanoil-(acil-nosilac-protein) dehidrataza (EC 4.2.1.59, fabZ (gen), fabA (gen), D-3-hidroksioktanoil-(acil nosilac protein) dehidrataza, D-3-hidroksioktanoil-acil nosilac protein dehidrataza, beta-hidroksioktanoil-acil nosilac protein dehidraza, beta-hidroksioktanoil tioestar dehidrataza, beta-hidroksioktanoil-ACP-dehidraza, (3R)-3-hidroksioktanoil-(acil-nosilac-protein) hidrolijaza, (3R)-3-hidroksioktanoil-(acil-nosilac-protein) hidrolijaza (formira okt-2-enoil-(acil-nosilac protein))) je enzim sa sistematskim imenom (3R)-3-hidroksioktanoil-(acil-nosilac protein) hidrolijaza (formira okt-2-enoil-(acil-nosilac protein)). Ovaj enzim katalizuje sledeću hemijsku reakciju
(3)-3-hidroksiacil-[acil-nosilac protein] {\displaystyle \rightleftharpoons } trans-2-enoil-[acil-nosilac protein] + 2O
Ovaje enzim je odgovoran za dehidracioni korak masna-kiselinska biosinteze biljki i bakterija.

## Literatura
- Nicholas C. Price; Lewis Stevens (1999). Fundamentals of Enzymology: The Cell and Molecular Biology of Catalytic Proteins (Third изд.). USA: Oxford University Press. ISBN 019850229X.
- Eric J. Toone (2006). Advances in Enzymology and Related Areas of Molecular Biology, Protein Evolution (Volume 75 изд.). Wiley-Interscience. ISBN 0471205036.
- Branden C; Tooze J. Introduction to Protein Structure. New York, NY: Garland Publishing. ISBN 0-8153-2305-0.
- Irwin H. Segel. Enzyme Kinetics: Behavior and Analysis of Rapid Equilibrium and Steady-State Enzyme Systems (Book 44 изд.). Wiley Classics Library. ISBN 0471303097.

## Spoljašnje veze
- 3-hydroxyacyl-(acyl-carrier-protein)+dehydratase на 